# Traité de Besançon
Le traité de Besançon est un traité signé à Besançon, le 25 août 1704, entre la France et le Duché de Lorraine. Il fixe jusqu’à la Révolution, la limite entre Franche-Comté et Lorraine.
Depuis le XVe siècle existent à la frontière entre la comté de Bourgogne et le duché de Lorraine des villages au statut incertain appelés Terres de surséance. Une Bande de terre, à la largeur variable, située entre Bourbonne les Bains et Château-Lambert.
Après la conquête de la Franche-Comté et le traité de Nimègue qui attribue la Comté à la France, Louis XIV désire éclaircir la question. 
Le 25 août 1704, l'intendant de Besançon Louis de Bernage signe le traité au nom de Louis XIV et Charles de Sarrazin au nom du duc de Lorraine Léopold : Fougerolles y est attribué à la France et Le Val d'Ajol à la Lorraine.
Le traité comporte 14 articles. Dans les faits:
Fresnes-sur-Apance, Alaincourt, Corre, Bousseraucourt, Montdoré, Saint-Loup, Francalmont, Aillevillers, Jasney, Cuve, Plainemont, Bouligney, Mailleroncourt-Saint-Pancras, Magnoncourt, Fontaine, Fleurey, La Basse-Vaivre et Corbenay  deviennent officiellement franc-comtois
Fontenoy-le-Château, Le Mesnil, Tremonzey, Montmôtier, Fontenoy-la-Ville, Monthureux-sur-Saône, Ruaux, Ameuvelle, Lironcourt, Grignoncourt, Vougécourt, Blondefontaine, Longchamp, Ramonchamp et le Val d’Ajol sont rattachés à la Lorraine. 
Louis XIV le ratifie le 15 septembre 1704 et Léopold Ier le 20 octobre suivant.
Le parlement de Besançon l'enregistre le 8 janvier 1705 et la cour souveraine de Lorraine le 23 avril suivant.
Cependant le tracé de la frontière est encore imparfait et des enclaves subsistent, engendrant de nombreuses difficultés. Il faut attendre la Révolution pour que la délimitation soit harmonisée et rendue définitivement cohérente.

## Sources
1. 1 2 3  Traité passé à Besançon le 25 août 1704  entre messire Louis de Bernage... intendant au comté de Bourgogne… et messire Charles de Sarrazin… conseiller d'état de Son Altesse Royale monsieur le duc de Lorraine… pour le partage des terres dont la souveraineté étoit en surseance entre le duché de Lorraine & le comté de Bourgogne…, Nancy, De l'imprimerie de J.B. Cusson, 1704, 23 p. Notice BnF
2. ↑  Dumont, Corps universel diplomatique du droit des gens: contenant un recueuil des traitez ..., qui ont été faits en Europe, depuis le règne de l'empereur Charlemagne jusques à present, 1731 (lire en ligne)
3. ↑  François Pernot, « Les terres de surséance entre Franche-Comté, Lorraine et Champagne du xvie au xviiie siècle », dans Paris et ses campagnes sous l’Ancien Régime, Éditions de la Sorbonne, coll. « Histoire moderne », 26 avril 2021 (ISBN 979-10-351-0459-7, lire en ligne), p. 345–355